# Seznam belgijskih igralcev
Seznam belgijskih igralcev.

## A
- Richard Abbott
- Stef Aerts
- Lubna Azaabal

## B
- Veerle Baetens
- Christian Barbier
- Marianne Basler
- Patrick Bauchau
- Bettina Le Beau
- Lucas Belvaux
- Rémy Belvaux
- Julie Bernard
- Jonas Bloquet
- Antoine Blossier
- Spencer Bogaert
- Berthe Bovy
- Dune de Braconier
- Jacques Brel
- Celine Buckens

## C
- Laurent Capelluto
- Jacques Castelot (pr.i. J. Storms) (belg.-fr.)
- Anne Coesens
- Bernard Cogniaux
- Jean Collette
- Manon Capelle
- Annie Cordy
- Christelle Cornil
- Jean-Luc Couchard
- Christian Crahay

## D
- Jelle De Beule
- Antje De Boeck
- Sara De Bosschere
- Koen De Bouw
- Jan Decleir
- Isabelle Defossé
- Peter De Graef
- André Delvaux
- Danie`le Denie
- Émilie Dequenne
- Alexia Depicker
- Goele Derick
- Katrien De Ruysscher
- Titus De Voogdt
- Wine Dierickx
- Dirk van Dijck
- Els Dottermans
- Jean-Claude Drouot
- Charlie Dupont
- José Dupuis
- Pascal Duquenne

## E
- Virginie Efira
- Alain Eloi
- Armand Eloi
- Pauline Étienne

## F
- Serge Falck
- Jacques Feyder
- Cécile de France
- Déborah François
- Victor Francen
- Ève Francis

## G
- Raymond Gérôme
- Marie Gillain
- Ludovica Louisa Ghijs
- Olivier Gourmet
- Fernand Gravey
- Dora van der Groen

## H
- Thierry Hancisse
- Christian Hecq
- Audrey Hepburn (Britanska igralka rojena v Belgiji)
- Virginie Hocq
- Bart Hollanders

## I
- Herwig Ilegems

## K
- Manou Kersting

## L
- Christian Labeau
- Bouli Lanners
- Claude Laydu (belg.-fr.-švic.)
- Fernand Ledoux (1897-1993) (belg.-fr.)
- Ella Leyers
- Lio (Pétrodollars?)

## M
- Olivier Massart
- John Massis
- Maurane (Claudine Luypaerts)
- Yolande Moreau

## P
- Michael Pas
- Ann Petersen
- Luc Philips
- Benoît Poelvoorde

## R
- Natacha Régnier
- Jérémie Renier
- Raymond Rouleau

## S
- Jean Servais
- Matteo Simoni
- Kim Snauwaert
- Monica Swinn

## V
- Jean-Claude Van Damme
- Robrecht Van den Thoren
- Benoît Van Dorslaer
- Sand(rine) Van Roy
- Alil Vardar
- Katelijne Verbeke
- Rik Verheye
- Philippe Volter

## W
- Tom Waes